# سرسرای ورودی خانه امیر فخریان
سرسرای ورودی خانهٔ امیر فخریان؛ نام سرسرای خانه‌ای تاریخی مربوط به دورهٔ پهلوی است و در شهرستان مشهد، شهر مشهد، میدان طبرسی، کوچهٔ محراب، کوچهٔ طلایی، بن‌بست اول، سمت راست، پلاک ۳۶ واقع شده و این اثر در تاریخ ۹ بهمن ۱۳۸۴ با شمارهٔ ثبت ۱۴۰۰۶ به‌عنوان یکی از آثار ملی ایران به ثبت رسیده‌است.